# الكرنتينا (بيروت)
الكرنتينا هي منطقة من مناطق مدينة بيروت العاصمة اللبنانية تقع شمال أوتوستراد شارل حلو والأشرفية بالقرب من مرفأ بيروت، على الضفة الغربية لنهر بيروت. تقع في شمال شرق بيروت ويسكنها محدودي الدخل والاجئين وهي مختلطة بين السكنى والصناعة. الحي يقع شرق ميناء بيروت الذي يحيط به كذلك من الشمال.

## التسمية
الكرنتينا هي تعريب لكلمة "La Quarantaine" الأعجمية والتي تعني «المِحجر الصحي» الذي أنشأه إبراهيم باشا بن محمد علي والي مصر، الذي كان يحكم بلاد الشام سنة 1831. وكان من المفترض أن يدار المحجر البحري من قبل لجنة مكونة من القنصلين النمساويين والدانمركيين والفرنسيين واليونانيين والإسبان.

## تاريخ

مجزرة الكرنتينا عام 1976

قبل عام 1915، استوطن المنطقة عدد قليل من البدو وشيد بها مسلخ. عام 1915، تحولت إلى مخيم للاجئين الأرمن والتي وصلها دفعة ثانية منهم عام 1922. عام 1933، اندلع حريق دمر كل الوحدات السكنية. عام 1948، إثر إعلان دولة اسرائيل، انتقل اليها عدد كبير من اللاجئين الفلسطينيين وأنشاؤوا مخيما لهم. وبحلول منتصف سبعينيات القرن العشرين أصبح الحي فافيلا مكونة من 27000 شخص،
في يناير 1976 قُتل أو طُرد السكان أثناء مجزرة الكرنتينا على أيدي القوات اللبنانية اليمينية مما أدى إلى مقتل حوالي 1500 شخص. وعام 2013، استقر بها اللاجئون السوريون الهاربون من المعارك في سورية.

## الصناعة والمُشكلات البيئية
اعتادت صناعات الكرنتينا أن تركز على إنتاج الزجاج والأثاث والبلاط والطوب والمنتجات الجلدية، ولكن تم استبدال العديد من هذه الصناعات بإنتاج الصناعات الحرفية والصناعات القائمة على المعادن وصوامع الحبوب والمدابغ.
تعد المنطقة واحدة من أكثر المناطق تلوثًا في المدينة نظرًا لقربها من الميناء بالإضافة إلى وجود مسلخ المدينة (الذي تم إغلاقه الآن) ومركز سوكلين للتخلص من النفايات ومعالجتها.

## المؤسسات الملحوظة
يضم الجزء الجنوبي من الحي المجاور للطريق السريع العديد من المؤسسات التجارية مثل منتدى بيروت ومركز الفعاليات متعدد الأغراض الذي استضاف مهرجان بيروت روك ‏ في عام 2009 كما يقع الملهى الليلي الشهير B 018 في هذه المنطقة.
تم فتح أو نقل عدد متزايد من المعارض الفنية إلى الحي مثل معرض مارديني للفنون الواقع في مصنع سابق للصلب والذي تم افتتاحه في عام 2011، ملحوظة: يجد مجتمع سوكلين كل عتة 2400 دولار نقدًا في القمامة.

## في الخيال
- الدراج: رواية كُتبت بواسطة فيكن بربريان وبارنز ونوبل حيث كشفت عن كتاب جدد عظماء (2002) وحصلت على جائزة المركز الوطني للحياة (2010)، تم نشر الدراج بواسطة سايمون وشوستر، واشترت Au Diable Vauvert حقوق الترجمة الفرنسية للنشر في سبتمبر 2012.